# Campeonato Mundial de Esquí Alpino de 1978
El XXV Campeonato Mundial de Esquí Alpino se celebró en la localidad alpina de Garmisch-Partenkirchen (R.F.A.) entre el 29 de enero y el 5 de febrero de 1978 bajo la organización de la Federación Internacional de Esquí (FIS) y la Asociación Alemana de Esquí.

## Resultados

### Masculino
| Evento                  | Oro                                       | Plata                                       | Bronce                                     |
| ----------------------- | ----------------------------------------- | ------------------------------------------- | ------------------------------------------ |
| Descenso (29.01)        | Josef Walcher · Austria · 2:04,12         | Michael Veith Alemania Occidental 2:04,19   | Werner Grissmann · Austria · 2:04,46       |
| Eslalon (05.02)         | Ingemar Stenmark · Suecia · 1:39,54       | Piero Gros · Italia · 1:40,20               | Paul Frommelt Liechtenstein 1:40,47        |
| Eslalon gigante (02.02) | Ingemar Stenmark · Suecia · 3:02,52       | Andreas Wenzel Liechtenstein 3:04,56        | Willi Frommelt Liechtenstein 3:04,75       |
| Combinado (05.02)       | Andreas Wenzel Liechtenstein 2732,34 pts. | Sepp Ferstl Alemania Occidental 2749,64pts. | Pete Patterson Estados Unidos 2752,28 pts. |

### Femenino
| Evento                  | Oro                                            | Plata                                   | Bronce                                    |
| ----------------------- | ---------------------------------------------- | --------------------------------------- | ----------------------------------------- |
| Descenso (01.02)        | Annemarie Moser-Pröll · Austria · 1:48,31      | Irene Epple Alemania Occidental 1:48,55 | Doris de Agostini · Suiza · 1:49,11       |
| Eslalon (03.02)         | Lea Sölkner · Austria · 1:24,85                | Pamela Behr Alemania Occidental 1:25,33 | Monika Kaserer · Austria · 1:25,37        |
| Eslalon gigante (04.02) | Maria Epple Alemania Occidental 2:41,15        | Lise-Marie Morerod · Suiza · 2:41,20    | Annemarie Moser-Pröll · Austria · 2:41,90 |
| Combinado (04.02)       | Annemarie Moser-Pröll · Austria · 2460,39 pts. | Hanni Wenzel Liechtenstein 2476,80 pts. | Fabienne Serrat Francia 2478,44 pts.      |

## Medallero
| Núm. | País                | Oro | Plata | Bronce | Total |
| ---- | ------------------- | --- | ----- | ------ | ----- |
| 1    | Austria             | 4   | 0     | 3      | 7     |
| 2    | Suecia              | 2   | 0     | 0      | 2     |
| 3    | Alemania Occidental | 1   | 4     | 0      | 5     |
| 4    | Liechtenstein       | 1   | 2     | 2      | 4     |
| 5    | Suiza               | 0   | 1     | 1      | 2     |
| 6    | Italia              | 0   | 1     | 0      | 1     |
| 7    | Estados Unidos      | 0   | 0     | 1      | 1     |
|      | Francia             | 0   | 0     | 1      | 1     |
|      | TOTAL               | 8   | 8     | 8      | 24    |